# 大谷達也
大谷 達也（おおたに たつや、1961年 - ）は、自動車評論家、2019-2020 日本カー・オブ・ザ・イヤー選考員、日本自動車ジャーナリスト協会会員、日本モータースポーツ記者会会員。

## 来歴
1961年、神奈川県生まれ。大学卒業後、電機メーカーの研究所に7年間エンジニアとして勤務。1990年に29歳で二玄社の自動車雑誌「CAR GRAPHIC」の編集部員へと転身。新車情報、モータースポーツに関する記事を企画・編集・執筆。2002年、同誌副編集長に就任。20年間にわたって同編集部に在籍した後、2010年3月に退職し、フリーランスの自動車ライターとなる。現在も「CAR GRAPHIC」のほか、「Motor Magazine」誌を中心に、「ENGINE」「GENROQ」「東京中日スポーツ新聞」「レーシングオン」、ウェブサイトなどにも寄稿。ラグジュアリーカー、ハイパフォーマンスカーを中心にスーパーカー、エコカー、軽自動車まで幅広く取材する。
得意分野は、自動車のメカニズム、デザイン、ブランドのポジショニング、総合的な評価など。電気系エンジニアとしての経歴を生かし、環境技術やハイパフォーマンスカーなどに用いられる新技術にも精通し、先端技術やモータースポーツ関連の原稿執筆も数多く手がける。特徴として、技術を専門用語ばかりで説明するのではなく、日常的に用いられる言葉に置き換えてわかりやすく解説する。外国の自動車エンジニアやデザイナーなどに英語で取材できる。
2019-2022年、日本カー・オブ・ザ・イヤー選考員、日本自動車ジャーナリスト協会会員、日本モータースポーツ記者会会員。